# Asbest
Asbest è una città della Russia siberiana estremo occidentale (oblast' di Sverdlovsk). Dal punto di vista amministrativo, costituisce un circondario urbano (Асбестовский городской округ) direttamente dipendente dalla oblast'; sono compresi nei suoi confini amministrativi gli insediamenti di tipo urbano di Malyševa e Reftinskij.

## Geografia
La cittadina è situata sul fiume Bol'šoj Reft, 86 km a nord-est del capoluogo Ekaterinburg. 

## Etimologia
Il suo nome si deve alla presenza di giacimenti di asbesto (amianto).

## Società

### Evoluzione demografica
Fonte: mojgorod.ru
- 1926: 7.600
- 1939: 30.000
- 1959: 62.800
- 1979: 78.700
- 1989: 84.500
- 2007: 71.900